# Besse-et-Saint-Anastaise
Besse-et-Saint-Anastaise este o comună din Franța, situată în departamentul Puy-de-Dôme, în regiunea Auvergne. Localitatea se află pe teritoriul ParculuiNatral Regional al Vulcanilor din Auvergne. Actuala comună a fost formată în 1973 prin asocierea comunelor Besse-en-Chandesse și Saint-Anastaise.
Pe teritoriul comunei, pe versantul sudic al muntelui Puy de Sancy se află stațiunea turistică de iarnă Super Besse, stațiune creată în 1961. Stațiunea este situată la o altitudine cuprinsă într 1350 și 1850 m și dispune de 22 instalații de urcare pe cablu. Super Besse a fost terminusul unei etape din Turul Franței cu trei ocazii, în ediția din 1978, 1996 și 2008.